# Jeremiah Baisako
Jeremiah Baisako (13 de julho de 1980) é um ex-futebolista namibiano que atuava como defensor.

## Seleção nacional
Jeremiah Baisako representou o elenco da Seleção Namibiana de Futebol no Campeonato Africano das Nações de 2008.